# Red Moon in Venus
Red Moon in Venus ist ein Studioalbum der kolumbianisch-US-amerikanischen Sängerin Kali Uchis. Es ist das dritte Album der Sängerin und wurde am 3. März 2023 von den Labels EMI Records und Geffen Records veröffentlicht. Nach Erscheinung debütierte das Album auf Platz 5 der Billboard 200 sowie auf dem 2. Platz der Billboard Top R&B/Hip-Hop Albums. Red Moon in Venus ist somit das erste Album von Uchis, das die Top 10 in den Vereinigten Staaten erreichte.
Musikalisch wird es den Genres der Popmusik und R&B sowie dem Hip-Hop zugeordnet. Als Gastkünstler waren der Sänger Omar Apollo und die R&B-Sängerin Summer Walker sowie Uchis’ Lebensgefährte Don Toliver beteiligt.

## Hintergrund und Entstehung
Nach der Veröffentlichung ihres letzten Tonträgers im November 2020 kündigte Uchis an, dass sie bereits die Arbeiten an ihrem dritten Album begonnen habe. Am 11. Januar 2022 gab die Sängerin bekannt, dass ihr neues Album „nun fertig sei“. Etwa zwei Monate später, am 21. April, äußerte Uchis gegenüber einer Anfrage von Billboard, dass sie ein englischsprachiges und ein spanischsprachiges Album veröffentlichen werde. Bereits im Herbst 2022 erschien der im Stil des „Retro-House“ produzierte Song No Hay Lay, welcher jedoch nicht Bestandteil des Albums sein wird. Am 9. Dezember 2022 teilte Uchis in einem Statement mit, dass ihr neues Album nun fertig sei. Sie selbst beschreibt es als „neuesten Beitrag an diese Welt“.
Mit Veröffentlichung der Single I Wish You Roses am 19. Januar 2023 erschien gleichzeitig die erste Auskopplung ihres neuen Werks. Das dazugehörige Musikvideo wurde Ende Januar auf YouTube veröffentlicht. Dabei arbeitete Uchis mit zahlreichen Produzenten zusammen, darunter Dylan Wiggins und Josh Crocker. Letzterer hat bereits an ihrem vorherigen Studioalbum mitgewirkt. Am 23. Februar erschien die zweite Singleauskopplung Moonlight, begleitet von einem Songtextvideo. Drei Tage danach gab Uchis den Titl des Albums bekannt. Via Instagram verriet sie außerdem, dass die Produktion und das Schreiben der Liedtexte über die letzten zwei Jahre hinweg gedauert hat. Einige der Songs wurden während des „Lockdowns“ in der COVID-19-Pandemie produziert. Sowohl das Erscheinungsdatum als auch das Cover wurden am 23. Januar veröffentlicht. Eine Liste der Tracks teilte die Sängerin bereits Ende 2022 auf ihrem TikTok-Account.

## Inhalt und Stil
Red Moon in Venus ist das dritte Studioalbum von Kali Uchis und unterscheidet sich inhaltlich von Sin miedo, ähnelt jedoch im größeren Umfang ihres Debütalbums Isolation. Während sie auf ihrem vorherigen Werk ausschließlich auf Spanisch über ihre Vergangenheit und Wurzeln singt, stellt Red Moon in Venus ein bilinguales Album dar. Inhaltlich gesehen handelt es von Liebe, Romantik, Sehnsucht und Herzschmerz sowie Vertrauen und Ehrlichkeit. Der Titel des Albums (zu deutsch: Roter Mond in der Venus) soll die „göttliche Weiblichkeit des Mondes und der Venus“ widerspiegeln.
In einem Interview äußerte sich Kali Uchis gegenüber udiscovermusic.:

“This body of work represents all levels of love—releasing people with love, drawing love into your life, and self-love. It’s believed by many astrologers that the blood moon can send your emotions into a spin, and that’s what I felt represented this body of work best.”

„Dieses Werk repräsentiert die Ebenen der Liebe – mit liebe Menschen freizulassen, Liebe in deren Leben zu bringen und auch sich selbst zu lieben. Einige Astrologen glauben, dass der Blutmond die Gefühle in Aufruhr versetzen kann, und dass ist das, was meiner Meinung nach dieses Werk am besten repräsentiert.“

Wie bereits bei Sin miedo singt Uchis in ihrem neuen Werk in spanischer und englischer Sprache. Como te Quiero Yo und Hasta Cuando wurden vollständig in kastilischer Sprache verfasst und produziert. Die übrigen wurden auf Englisch geschrieben. Dabei arbeitete sie mit einer Vielzahl mit Produzenten und Songschreibern zusammen, darunter mit Benny Blanco, Darkchild und Sounwave. Das Album ist vorwiegend von R&B geprägt; es besitzt jedoch auch Einflüsse von Soul, Pop, Funk, Hip-Hop und Latin. Dabei griff Uchis auf musikalische Stilmittel der 1960er Jahre zurück und vermischte nostalgische Klänge mit modernen Soundelementen. Die Lieder des Albums haben eine unterschiedliche Klangweise: „verträumt“ und „sinnlich“, aber auch zuweilen „auffordernd“ und „gefühlvoll“.
Als Gastkünstler sind der Sänger und Songwriter Omar Apollo beteiligt, mit welchen Uchis den Song Worth the Wait aufnahm, sowie die Sängerin Summer Walker (Deserve Me) und der Rapper Don Toliver (Fantasy).

## Rezeption
Nach der Veröffentlichung erhielt Red Moon in Venus vorwiegend positive Rezensionen und seitens der Kritiker größere Anerkennung. Die US-amerikanische Website Metacritic vergab dem Album auf einer Skala von 1 bis 100 insgesamt vierundachtzig Punkte. Diese Punktvergabe basiert zusätzlich auf 13 Bewertungen, welche auf eine „allgemeine Anerkennung“ hindeutet.
AnyDecentMusic? bewertete das musikalische Werk mit 7.7 von 10 Punkten. Kritiker von Pitchfork äußerten sich ausschließlich positiv über das Album und schrieben: „Red Moon in Venus ist nach seiner Erscheinung die beste Musik in dieser Woche und wird als diese gerühmt. Es schwelgt in den erhabensten Klängen innerhalb der Karriere von Kali Uchis. Zudem sei es eine fantastische Platte, die üppige, liebeskranke Vignetten und hochweiblichen Eskapismus illustriert, ohne die Kontrolle aufzugeben.“ Seitens von Pitchfork Media erhielt es eine Bewertung mit 8,2 Punkten auf einer Skala von 10.
Das kanadische Musikmagazin Exclaim! schrieb: „Obwohl es nicht sehr viele Variationen in der Lautstärke oder dem Tempo gibt, ist es zutiefst befriedigend, den subtilen Änderungen der Platte genau zuzuhören; es ist ein Traumzustand, umhüllt von Uchis' unnachahmlicher Stimme.“ Die US-amerikanische Zeitschrift Rolling Stone vergab vier von insgesamt fünf Punkten und schrieb dazu: „Kali Uchis‘ 360-Grad-Sicht auf die Liebe und ihre vielseitige Stimme machen „Red Moon in Venus“ zu einer absolut befriedigenden Untersuchung der Emotionalität in ihren vielen Facetten und Formen – romantisch, sinnlich, selbsterhaltend.“ Erica Campbell, eine britische Journalistin des NME äußerte sich mittelmäßig gegenüber des Albums aus. Sie schrieb dazu: „Trotz ihres Themas erweisen sich die Produktion und die anmutige Komposition der Platte als eher beruhigend als schwindelerregend.“ Ein weiterer Kritiker der Zeitschrift The Guardian meinte: „Hier legt Uchis ihre samtenen Stimmungsstücke in kissenweichen R&B und kreiert eine Reihe von Songs, die üppig genug sind, um darin zu baden.“ Sie vergaben ebenfalls vier von fünf Punkten.

### Preise
| Veröffentlichung       | Liste                      | Platzierung | Ref.   |
| ---------------------- | -------------------------- | ----------- | ------ |
| Time                   | The Best Albums of 2024    | 1           | [ 33 ] |
| Pitchfork              | The Best 50 Albums of 2023 | 43          | [ 34 ] |
| The Hollywood Reporter | The 10 Best Albums of 2023 | 2           | [ 35 ] |
| The Guardian           | The 50 Best Albums of 2023 | 23          | [ 36 ] |
| Complex Networks       | The 50 Best Albums of 2023 | 35          | [ 37 ] |
| Rolling Stone          | The 100 Albums of 2023     | 29          | [ 38 ] |
| Slant Magazine         | The 50 Best Albums of 2023 | 46          | [ 39 ] |
| Los Angeles Times      | The 20 Best Albums of 2023 | 2           | [ 40 ] |
| Variety                | The Best Albums of 2023    | 6           | [ 41 ] |

## Titelliste
| Nr. | Titel                              | Songschreiber                                         | Produzent                                                                                            | Länge |
| --- | ---------------------------------- | ----------------------------------------------------- | --- | ----- |
| 1.  | In My Garden                       | Kali Uchis                                            | Kali Uchis                                                                                           | 0:25  |
| 2.  | I Wish You Roses                   | Kali Uchis                                            | Kali Uchis, Josh Crocker, Dylan Wiggins                                                              | 3:39  |
| 3.  | Worth the Wait (feat. Omar Apollo) | Kali Uchis, Omar Valesco                              | Kali Uchis, Omar Valesco, Vicky Nguyen, Jason Pounds, J.LBS                                          | 2:30  |
| 4.  | Love Between…                      | Kali Uchis                                            | Kali Uchis, Josh Crocker, Leon Moore                                                                 | 2:35  |
| 5.  | All Mine                           | Kali Uchis                                            | Kali Uchis, Daniel Traynor, Alexander Shuckburgh, Grades, Al Shux                                    | 3:29  |
| 6.  | Fantasy (feat. Don Toliver)        | Kali Uchis, Caleb Zackery Toliver                     | Kali Uchis, Jahaan Sweet, P2J                                                                        | 2:58  |
| 7.  | Como te Quiero Yo                  | Kali Uchis, Christina Chiluiza, Brandon Cores         | Klai Uchis, Albert Hype, Alberto Melendez, Manuel Lara                                               | 2:14  |
| 8.  | Hasta Cuando                       | Kali Uchis, Cristina Chiluiza, Brandon Cores          | Kali Uchis, Albert Hype, Alberto Melendez, Manuel Lara                                               | 2:09  |
| 9.  | Endlessy                           | Kali Uchis                                            | Kali Uchis, Rodney Jerkins, Marvin Hemmings,                                                         | 2:35  |
| 10. | Moral Conscience                   | Kali Uchis                                            | Kali Uchis, Dylan Wiggins                                                                            | 3:32  |
| 11. | Not Too Late (Interlude)           | Kali Uchis                                            | Kali Uchis, Clairmont the Second                                                                     | 2:35  |
| 12. | Blue                               | Kali Uchis                                            | Kali Uchis, Josh Crocker, Yussef Dayes                                                               | 3:12  |
| 13. | Deserve Me (feat. Summer Walker)   | Kali Uchis, Summer Walker, Nija Charles, Taylor Parks | Kali Uchis, James Colwell, Chris LaRocca, Ebony Oshunrinde, Aaron Cheung, WahWah James               | 4:25  |
| 14. | Moonlight                          | Kali Uchis                                            | Kali Uchis, Magnus August Høiberg, Benjamin Levin, Leon Michels¹                                     | 3:07  |
| 15. | Happy Now                          | Kali Uchis                                            | Kali Uchis, Mark Anthony Spears, Khalil Abdul-Rahman, Ringgo Acheta¹, Dan Seeff¹, Sam Barsh¹, Mndsgn | 3:49  |

Simple Credits
- ¹ weist auf einen zusätzlichen Produzenten hin

## Mitwirkende
Folgende Personen trugen zur Entstehung des Albums bei:
Musik
| - Kali Uchis: Gesang (Track 1–15) - Gastkünstler: * Omar Apollo (Track 3) - Don Toliver (Track 6) - Summer Walker (Track 13) - Phil Cornish: Piano (Track 1) - Josh Crocker: Gitarre (Track 2 & 4); Bassgitarre, Schlagzeug, Keyboard, Programming (Track 2, 4 & 12) - Vicky Nguyen: Keyboard (Track 3) - Rocco Palladino: Bassgitarre (Track 12) - Yussef Dayes: Trommel, Synthesizer (Track 12) | - Alexander Bourt: Perkussion (Track 12) - Elijah Fox: Piano (Track 12) - Malik Venner: Saxophon (Track 12) - Miles James: Synthesizer (Track 12) - Nick Movshon: Bassgitarre (Track 14) - Homer Steinweiss: Trommeln (Track 14) - Paul Castelluzo: Gitarre (Track 14) - Benny Blanco & Magnus Høiberg: Keyboard & Programming (Track 14) - Leon Michels: Keyboard (Track 14) |

Produktion
| - Prash „Engine-Earz“ Mistry: Abmischung (Track 5–10 & 13, 14 & 15), Mastering (Track 1–15) - David Kim: Abmischung (Track 1–4/11 & 12) - Benny Blanco & Magnus Høiberg: Abmischung (Track 14) - Austin Jux-Chandler: Engineering - Hector Castro: Engineering (Track 3, 4, 7, 8 & 12) - Miguel Correa: Engineering (7 & 8) | - Jens Jungkurth: Engineering (Track 14) - Leon Michels: Engineering (Track 14) - Morning Estrada: Aufnahme (Track 2–4, 6–8/10 & 13) - David Bishop: Aufnahme (Track 13) - Lavar Bullard: Abmischung (Assistent) (Track 6–10 & 13–15) - Luca Brown: Engineering (Assistent) (5) |

## Kommerzieller Erfolg

### Chartplatzierungen

#### Album
| ChartsChartplatzierungen       | Höchstplatzierung | Wochen |
| ------------------------------ | ----------------- | ------ |
| Schweiz (IFPI)                 | 29 (1 Wo.)        | 1      |
| Vereinigtes Königreich (OCC)   | 52 (1 Wo.)        | 1      |
| Vereinigte Staaten (Billboard) | 4 (28 Wo.)        | 28     |

| ChartsJahrescharts (2023)      | Platzierung |
| ------------------------------ | ----------- |
| Vereinigte Staaten (Billboard) | 149         |

#### Singles
| Jahr | Titel            | Höchstplatzierung, Gesamtwochen, AuszeichnungChartplatzierungen (Jahr, Titel, , Platzierungen, Wochen, Auszeichnungen, Anmerkungen) | Höchstplatzierung, Gesamtwochen, AuszeichnungChartplatzierungen (Jahr, Titel, , Platzierungen, Wochen, Auszeichnungen, Anmerkungen) | Anmerkungen                            |
| Jahr | Titel            | US | R&B | Anmerkungen                            |
| ---- | ---------------- | --- | --- | -------------------------------------- |
| 2023 | I Wish You Roses | US81 (2 Wo.)US | R&B17 (3 Wo.)R&B | Erstveröffentlichung: 19. Januar 2023  |
| 2023 | Moonlight        | US92 (2 Wo.)US | — | Erstveröffentlichung: 24. Februar 2023 |

### Auszeichnungen für Musikverkäufe
| Land/Region               | Auszeichnungen für Musikverkäufe (Land/Region, Auszeichnung, Verkäufe) | Verkäufe |
| ------------------------- | ---------------------------------------------------------------------- | -------- |
| Kanada (MC)               | Gold                                                                   | 40.000   |
| Neuseeland (RMNZ)         | Gold                                                                   | 7.500    |
| Vereinigte Staaten (RIAA) | Gold                                                                   | 500.000  |
| Insgesamt                 | 3× Gold ·                                                              | 547.500  |